# Факула Базаруто
Факула Базаруто (лат. Bazaruto Facula) — сравнительно небольшое яркое пятно (область) на поверхности самого большого спутника Сатурна — Титана.

## География и геология
Координаты центра — 11°36′ с. ш. 16°06′ з. д. / 11,6° с. ш. 16,1° з. д.. Максимальный размер — около 215 км. Выделяется на инфракрасных и радарных снимках. Имеет кольцеобразную форму и окружает тёмный (на инфракрасных снимках) кратер Синлап. Вероятно, образована его выбросами. Инфракрасные и радарные наблюдения показали повышенное содержание в ней водяного льда.
Факула Базаруто находится в тёмной богатой дюнами области к северу от светлого региона Кивира. Как и у многих других ярких областей Титана, её западная граница более резкая, чем восточная. Эта факула примечательна тем, что подходящие к ней с запада дюны отклоняются в стороны, огибая её: видимо, она является возвышенностью и некоторым препятствием для формирующего их западного ветра. Факула Базаруто была обнаружена на снимках космического аппарата «Кассини».

## Эпоним
Названа именем Базаруто, одного из мозамбийских островов. Это название было утверждено Международным астрономическим союзом в 2006 году.